# Хесус Мануел Корона
Хесус Мануел Корона Руиз (шп. Jesús Manuel Corona Ruíz; Ермосиљо, 6. јануар 1993) мексички је фудбалер који наступа за Монтереј.
Јуниорску каријеру је започео у редовима Монтереја. У том клубу је наставио да игра и на сениорском нивоу 2010. Након три године је напустио Мексико и прешао у холандски Твенте. Затим је отишао у Порто 2015. где је одиграо преко 200 утакмица. Са Змајевима је освојио португалско првенство у сезони 2017/18.
Први пут за сениорску селекцију Мексика наступио је 2014. Годину дана касније био је део тима који је завршио као победник Златног купа. Био је регуларни репрезентативац Мексика. Поред Златног купа 2015. учествовао је и на Златном купу 2021. (друго место), двама Америчких купова и на Светском првенству 2018.

## Клупска каријера

### Монтереј
Корона је своју каријеру отпочео у Монтерају. Деби за тај клуб имао је са 17 година, 7. августа 2010. гофине, као стартер. Монтереј је тада играо лигашку утакмицу против Атлантеа која је завршена победом од 2 : 1 за Монтереј. Први погодак за Монтереј Корона је постигао 7. октобра 2011. у гостима против Текоса која је завршена резултатом 3 : 2 у корист гостију.

### Твенте
Дана 22. августа 2013, Корона је завршио трансфер у холандски Твенте, за које је потписао уговор на четири године. Текућу сезону почео ја с резервним тимом Твентеа, који се такмичи у Другој дивизији Холандије. Бећ је на првој утакмици постигао два гола, 18. августа. Први меч за сениорски тим одиграо је следеће (2014/15) сезоне. Од тада је редовно играо за Црвене.

### Порто
Корона је последњег дана летњег прелазног рока 2015. прешао у португалског првака Порто потписавши четворогодишњи уговор за 10,5 милиона евра с откупном клаузулом од 50 милиона евра.
На свом дебију 12. септембра, Корона је постигао два гола у победи над Ароком од 3 : 1.

## Каријера у националном тиму
Корона је први пут позван да заигра за сениорску репрезентацију у новембру 2014. године на пријатељске мечеве против Холандије и Белорусије. Управо је своју прву утакмицу за Мексико одиграо против Холандије истог месеца. Асистирао је Карлосу Вели за други погодак у тој утакмици која се на крају завршила победом Мексиканаца.
Корона је био део састава Мексика који је био победник КОНКАКАФ златног купа 2015. У финалу истог турнира против Јамајке постигао је први гол за своју репрезентацију. Тада је и добио награду за најбољег младог играча „Bright Future” (Светла будућност). Исте године био је део ростера који се такмичио у Копа Америци. У првој утакмици, у групној фази, против Боливије, проглашен је играчем утакмице.
Године 2016, Корона је био члан Мексика на специјалном туриру Копа Америка сентрарио у Сједињеним Државама. Играо је на све три утакмице у групној фази. Против Јамајке је забележио асистенцију, а против Венецуеле је постигао изједначујући погодак.
Корона је био учесник Светског првенства 2018. Ушао је као замена на мечевима са Јужном Корејом и Шведском.

## Статистика

### Клуб
Ажурирано 19. маја 2024.
| Клуб      | Сезона    | Национално првенство  | Национално првенство | Национално првенство | Национални куп | Национални куп | Лигашки куп | Лигашки куп | Континентално такмичење | Континентално такмичење | Остало  | Остало | Укупно  | Укупно |
| Клуб      | Сезона    | Ранг                  | Наступи              | Голови               | Наступи        | Голови         | Наступи     | Голови      | Наступи                 | Голови                  | Наступи | Голови | Наступи | Голови |
| --------- | --------- | --------------------- | -------------------- | -------------------- | -------------- | -------------- | ----------- | ----------- | ----------------------- | ----------------------- | ------- | ------ | ------- | ------ |
| Монтереј  | 2010/11.  | Прва лига Мексика     | 1                    | 0                    | —              | —              | —           | —           | 2                       | 0                       | 0       | 0      | 3       | 0      |
| Монтереј  | 2011/12.  | Прва лига Мексика     | 10                   | 1                    | —              | —              | —           | —           | 3                       | 1                       | 0       | 0      | 13      | 2      |
| Монтереј  | 2012/13.  | Прва лига Мексика     | 26                   | 1                    | —              | —              | —           | —           | 9                       | 2                       | 3       | 2      | 38      | 5      |
| Монтереј  | Укупно    | Укупно                | 37                   | 2                    | —              | —              | —           | —           | 14                      | 3                       | 3       | 2      | 54      | 7      |
| Твенте    | 2013/14.  | Ередивизија           | 15                   | 2                    | 1              | 0              | —           | —           | —                       | —                       | —       | —      | 16      | 2      |
| Твенте    | 2014/15.  | Ередивизија           | 27                   | 9                    | 4              | 2              | —           | —           | 0                       | 0                       | —       | —      | 31      | 11     |
| Твенте    | 2015/16.  | Ередивизија           | 4                    | 0                    | 0              | 0              | —           | —           | —                       | —                       | —       | —      | 4       | 0      |
| Твенте    | Укупно    | Укупно                | 46                   | 11                   | 5              | 2              | —           | —           | 0                       | 0                       | —       | —      | 51      | 13     |
| Порто     | 2015/16.  | Прва лига Португалије | 28                   | 8                    | 1              | 0              | 2           | 0           | 4                       | 0                       | —       | —      | 35      | 8      |
| Порто     | 2016/17.  | Прва лига Португалије | 29                   | 3                    | 1              | 1              | 2           | 0           | 9                       | 2                       | —       | —      | 41      | 6      |
| Порто     | 2017/18.  | Прва лига Португалије | 27                   | 3                    | 3              | 0              | 3           | 0           | 8                       | 0                       | —       | —      | 41      | 3      |
| Порто     | 2018/19.  | Прва лига Португалије | 34                   | 3                    | 5              | 0              | 5           | 0           | 8                       | 3                       | 1       | 1      | 53      | 7      |
| Порто     | 2019/20.  | Прва лига Португалије | 33                   | 4                    | 5              | 0              | 4           | 0           | 9                       | 0                       | —       | —      | 51      | 4      |
| Порто     | 2020/21.  | Прва лига Португалије | 30                   | 2                    | 5              | 1              | 2           | 0           | 10                      | 0                       | 1       | 0      | 48      | 3      |
| Порто     | 2021/22.  | Прва лига Португалије | 11                   | 0                    | 1              | 0              | 2           | 0           | 4                       | 0                       | —       | —      | 18      | 0      |
| Порто     | Укупно    | Укупно                | 192                  | 23                   | 21             | 2              | 20          | 0           | 52                      | 5                       | 2       | 1      | 287     | 31     |
| Севиља    | 2021/22.  | Ла лига               | 18                   | 2                    | 1              | 0              | —           | —           | 3                       | 0                       | —       | —      | 22      | 2      |
| Севиља    | 2022/23.  | Ла лига               | 4                    | 1                    | —              | —              | —           | —           | —                       | —                       | —       | —      | 4       | 1      |
| Севиља    | 2023/24.  | Ла лига               | 2                    | 0                    | —              | —              | —           | —           | —                       | —                       | —       | —      | 2       | 0      |
| Севиља    | Укупно    | Укупно                | 24                   | 3                    | 1              | 0              | —           | —           | 3                       | 0                       | —       | —      | 28      | 3      |
| Монтереј  | 2023/24.  | Прва лига Мексика     | 24                   | 0                    | —              | —              | —           | —           | 3                       | 1                       | —       | —      | 27      | 1      |
| Монтереј  | 2024/25.  | Прва лига Мексика     | 0                    | 0                    | —              | —              | —           | —           | —                       | —                       | —       | —      | 0       | 0      |
| Монтереј  | Укупно    | Укупно                | 24                   | 0                    | —              | —              | —           | —           | 3                       | 1                       | 0       | 0      | 27      | 1      |
| Свеукупно | Свеукупно | Свеукупно             | 323                  | 39                   | 27             | 4              | 20          | 0           | 72                      | 9                       | 5       | 3      | 447     | 55     |

### Репрезентација
Ажурирано 5. јуна 2022.
| Мексико | Мексико | Мексико |
| Година  | Наступи | Голови  |
| ------- | ------- | ------- |
| 2014.   | 2       | 0       |
| 2015.   | 16      | 3       |
| 2016.   | 8       | 3       |
| 2017.   | 6       | 1       |
| 2018.   | 8       | 0       |
| 2019.   | 2       | 0       |
| 2020.   | 3       | 1       |
| 2021.   | 18      | 2       |
| 2022.   | 8       | 0       |
| Укупно  | 71      | 10      |

#### Голови за репрезентацију
Голови Мексика су наведени на првом месту. Колона „гол” означава резултат на утакмици након Корониног гола.
| Број гола | Датум              | Стадион                                                  | Противник        | Гол   | Резултат         | Такмичење                                |
| --------- | ------------------ | -------------------------------------------------------- | ---------------- | ----- | ---------------- | ---------------------------------------- |
| 1.        | 30. мај 2015.      | Стадион Виктор Мануел Рејна, Тукстла Гутијерез, Мексико  | Гватемала        | 3 : 0 | 3 : 0            | Пријатељска утакмица                     |
| 2.        | 26. јули 2015.     | Линколн фајненшел филд, Филаделфија, САД                 | Јамајка          | 2 : 0 | 3 : 1            | КОНКАКАФ Златни куп 2015.                |
| 3.        | 17. новембар 2015. | Стадион Олимпико Метрополитано, Сан Педро Сула, Хондурас | Хондурас         | 1 : 0 | 2 : 0            | Квалификације за Светско првенство 2018. |
| 4.        | 25. март 2016.     | BC плејс, Ванкувер, Канада                               | Канада           | 3 : 0 | 3 : 0            | Квалификације за Светско првенство 2018. |
| 5.        | 29. март 2016.     | Стадион Астека, Мексико Сити, Мексико                    | Канада           | 2 : 0 | 2 : 0            | Квалификације за Светско првенство 2018. |
| 6.        | 13. јун 2016.      | NRG стадион, Хјустон, САД                                | Венецуела        | 1 : 1 | 1 : 1            | Копа Америка сентрарио                   |
| 7.        | 1. јун 2017.       | Стадион Метлајф, Ист Радерфорд, САД                      | Република Ирска  | 1 : 0 | 3 : 1            | Пријатељска утакмица                     |
| 8.        | 13. октобар 2020.  | Стадион Карс Џинс, Хаг, Холандија                        | Алжир            | 1 : 0 | 2 : 2            | Пријатељска утакмица                     |
| 9.        | 6. јун 2021.       | Стадион Емпауер филд ат мајл хај, Денвер, САД            | Сједињене Државе | 1 : 0 | 2 : 3 (п. с. н.) | Завршница КОНКАКАФ Лиге нација 2021.     |
| 10.       | 8. септембар 2021. | Стадион Ромел Фернандез, Град Панама, Панама             | Панама           | 1 : 1 | 1 : 1            | Квалификације за Светско првенство 2022. |

## Успеси

### Клупски
Монтереј
- Прва лига Мексика (1): 2010.
- КОНКАКАФ Лига шампиона (3): 2010/11, 2011/12, 2012/13.[20][21][22]

Порто
- Прва лига Португалије (3): 2017/18, 2019/20, 2021/22.
- Куп Португалије (2): 2019/20, 2021/22.
- Суперкуп Португалије (2): 2018, 2020.

### Репрезентативни
Мексико
- КОНКАКАФ првенство до 20 година (1): 2013.
- КОНКАКАФ златни куп (1): 2015.
- КОНКАКАФ куп (1): 2015.

### Појединачни
- Најбољи млади играч Златног купа (1): 2015.[10]
- Гол године у избору КОНКАКАФ-а (1): 2016.[23]
- Члан идеалног тима у избору КОНКАКАФ-а (2): 2015,[24] 2021.
- Гол месеца у Првој лиги Португалије (1): јануар 2020.
- Најбољи играч Прве лиге Португалије у избору ЛПФП (1): 2019/20.[25]
- Члан идеалног тима Прве лиге Португалије (1): 2019/20.[26]
- Играч године у Порту (1): 2019/20.[27]